# 40 Dywizja Piechoty (Imperium Rosyjskie)
40 Dywizja Piechoty (ros. 40-я пехотная дивизия) – dywizja piechoty Armii Imperium Rosyjskiego, w tym okresu działań zbrojnych I wojny światowej.

## Charakterystyka
W 1914 wchodziła w skład 4 Korpusu Armijnego. Sztab dywizji stacjonował w Bobrujsku. W tym czasie dywizja etatowo posiadała cztery pułki po cztery bataliony oraz brygadę artylerii polowej z 6 bateriami po 8 dział. Doświadczenie zdobyte podczas walk na frontach I wojny światowej  skutkowało zmianami organizacyjnymi. Zimą z 1916 na 1917 rozpoczęto reorganizację dywizji piechoty. Zredukowano liczbę batalionów z 16 do 12 i zmniejszono liczbę dział polowych na mniej aktywnych odcinkach frontu.

## Struktura organizacyjna
Organizacja w 1914
- 1 Brygada Piechoty (Bobrujsk)
  - 157 Imeretyński pułk piechoty (Bobrujsk)
  - 158 Kutaiski pułk piechoty (Bobrujsk)
- 2 Brygada Piechoty (Mohylew)
  - 159 Gurijski pułk piechoty (Mohylew)
  - 160 Abchaski pułk piechoty (Homel)
- 40 Brygada Artylerii (Nieśwież)